# BK01
BK01とは、金属（チタン、鉄、銅、アルミニウム、カリウムなどを主原料とする）の酸化化合物の触媒特性を利用し、有機物質を分解する抗菌原料一種の呼称。
同種の無機系の触媒を利用した原料は、物質に対して影響を与えないとされ、1990年前後より盛んに殺菌・消臭剤としての開発が進められている。

## 用途
BK01の微粒子と水は容易に混合することが可能なため、鉱物系のゼオライトやセラミック、活性炭などの多孔質体と組み合わせ、吸着剤の物理的方法を応用し殺菌・消臭剤とすることが可能である。また、植物系抽出物を利用した消臭剤に応用する場合もある。

## 発がん性
近年、酸化チタン(微粒子)を含む物質の発がん性が問題となっている。2020年2月18日、EU(欧州連合)が酸化チタンを発がん分類区分2（吸入）に分類する旨の官報を公布した。EUにおいては1％を超えて酸化チタンを含有する製品には、特定の警告表示及びラベル表示が2021年10月1日より必要となる。
日本国内では2016年12月に厚生労働省が酸化チタンの取り扱いに関し、労働者の健康障害防止対策の徹底を通達したことで規制強化の動きが進展すると見られたが、表面処理酸化チタンと無処理酸化チタンの有害性検討が充分でないとの意見により措置検討を一時中断した。ただし、再検討するまでの期間において、EUの議論を注視するとしている。